# Vinnie Ream
Vinnie Ream (születési neve: Lavinia Ellen Ream) (Madison, 1847. szeptember 25. – Washington, 1914. november 20.) amerikai szobrásznő. Legismertebb alkotása Abraham Lincoln életnagyságú márványszobra a Capitolium kupolatermében.  

## Élete
1857-ben a columbiai Christian College-ben tanult. James S. Rollins, ügyvéd és politikus, az iskola mecénása figyelt fel a tehetséges lányra. 1861-ben a család Washingtonba költözött. Apja, gyengülő egészsége miatt csak félmunkaidőben dolgozhatott, ezért Vinnie postán vállalt munkát. Mindig is szobrász szeretett volna lenni, de szobrokat csak könyvekben látott. Szabadidejében tanulmányozta a közterek és a Capitolium szobrait. Rollins ekkor már a kongresszus képviselője volt és elvitte Vinnit Clark Mills szobrászhoz, aki tanítványának fogadta. Később ismert személyiségek és képviselők (John Sherman, George Armstrong Custer, David Farragut, Francis P. Blair, Jr.) mellszobrát formálta meg.  
Szerette volna elkészíteni Lincoln elnök mellszobrát. Rollins közbenjárására az elnök modellt ült irodájában a fiatal lánynak öt hónapon keresztül. A büszt már majdnem elkészült, amikor Lincolnt meggyilkolták. 
A Kongresszus 10 ezer dollárt szavazott meg egy életnagyságú márványszobor elkészítésére. Vinnie mellett az ország legjobb szobrászai szálltak be a versenybe. 1866. július 28-án megkapta a megbízást. A Capitoliumban berendezett műtermében kíváncsi látogatók figyelték munka közben. Ulysses S. Grant tábornok, Elizabeth Cady Stanton női választójogi harcos és Matthew Brady, az amerikai polgárháború fotográfusa is ellátogattak a műterembe. 1869-ben Rómába vitte a gipszből készült alkotást. Rövid időt töltött Párizsban Léon Bonnat műtermében, és elkészítette Gustave Doré és Hyacinth Loyson büsztjeit. Rómában Luigi Majolinál tanult. Lincoln szobrát 1871 januárjában avatták fel a Capitoliumban. 
1875 januárjában felkérték, hogy készítse el bronzból David Farragut szobrát. A szobrot az admirális parancsnoki hajójának hajócsavarjából öntötték, és 1881. január 25-én avatták fel.

## Galéria

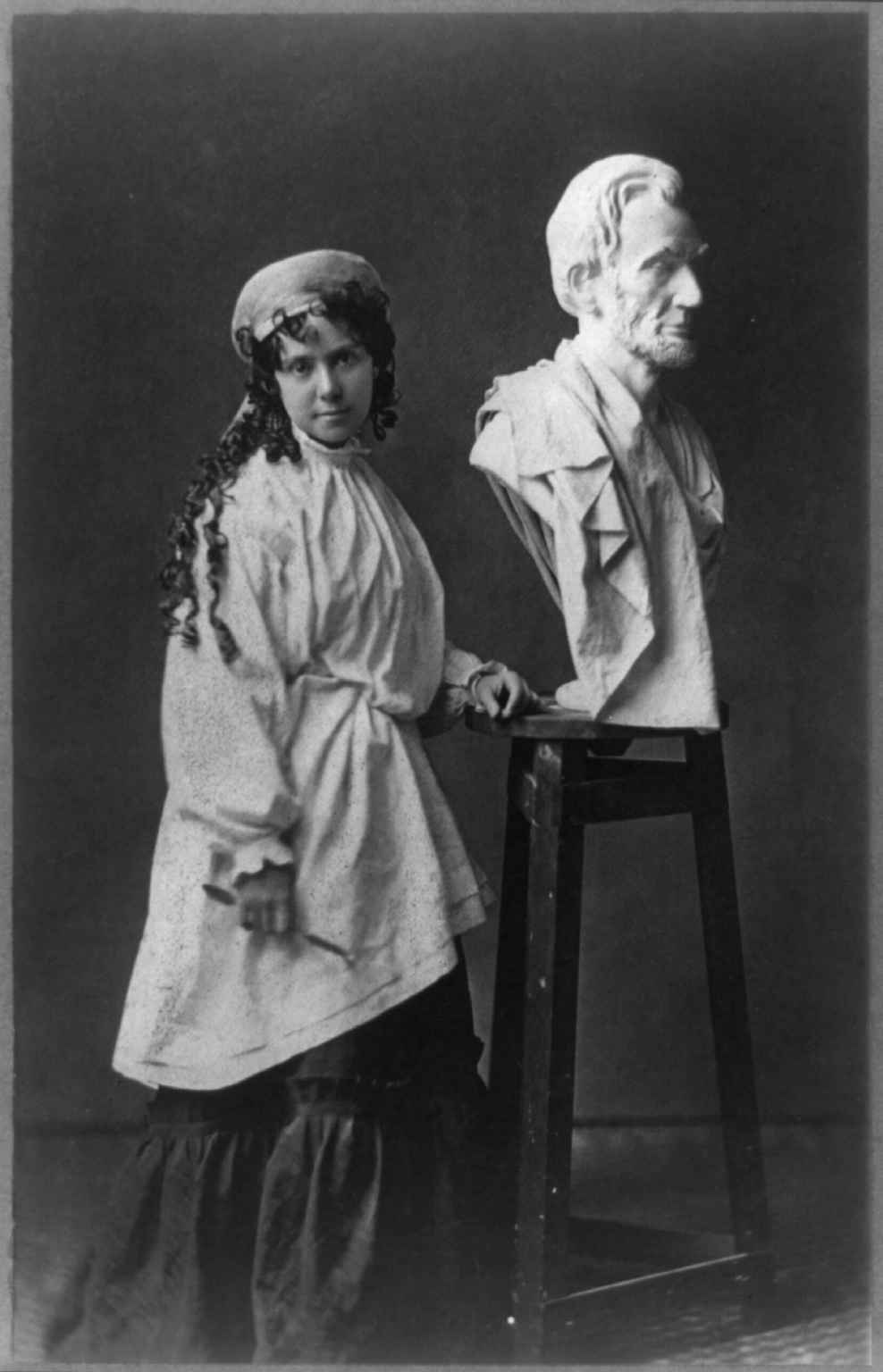
Vinnie Ream és Lincoln mellszobra
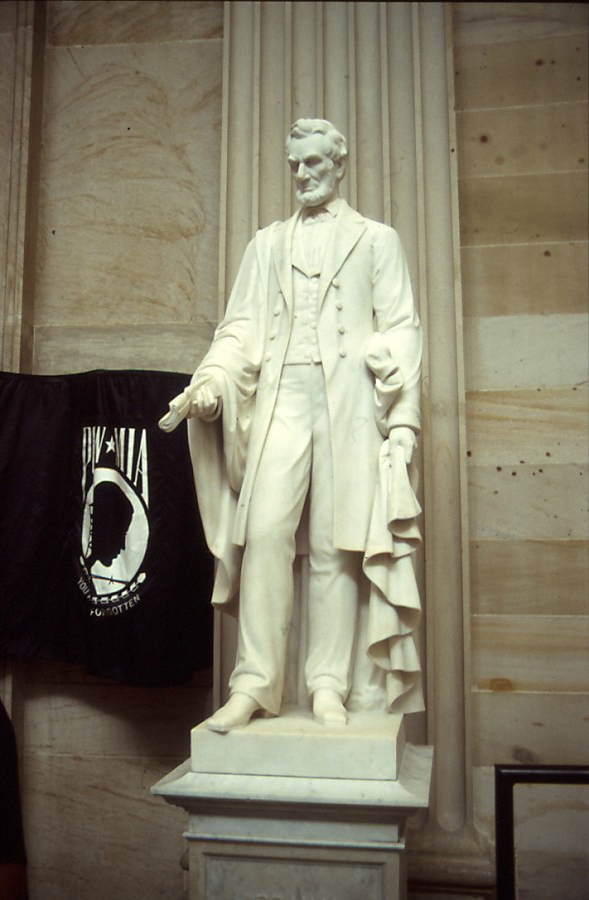
Abraham Lincoln
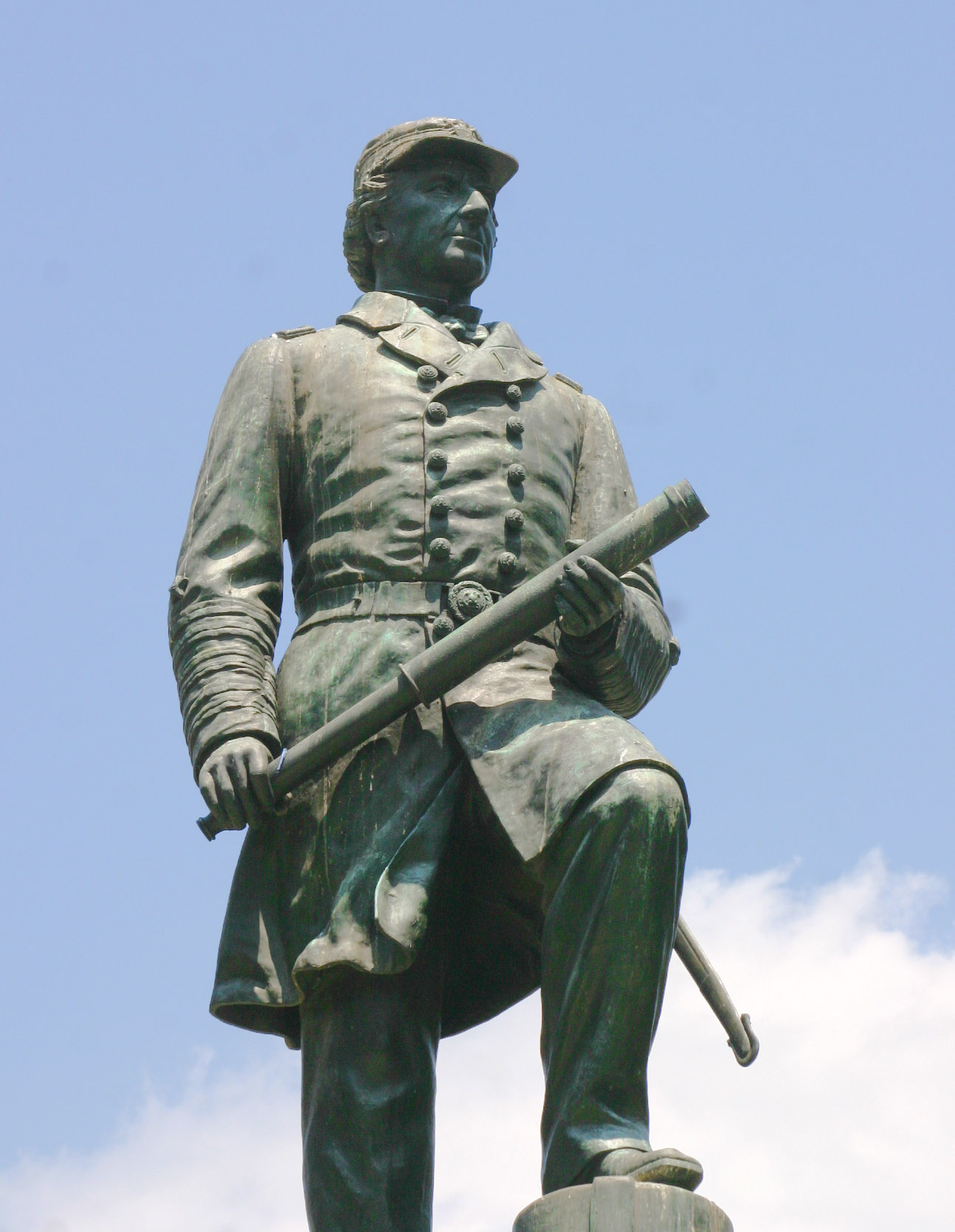
David Farragut
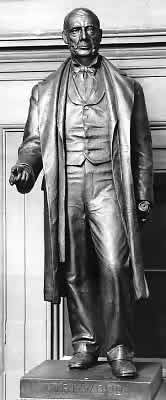
Samuel J. Kirkwood
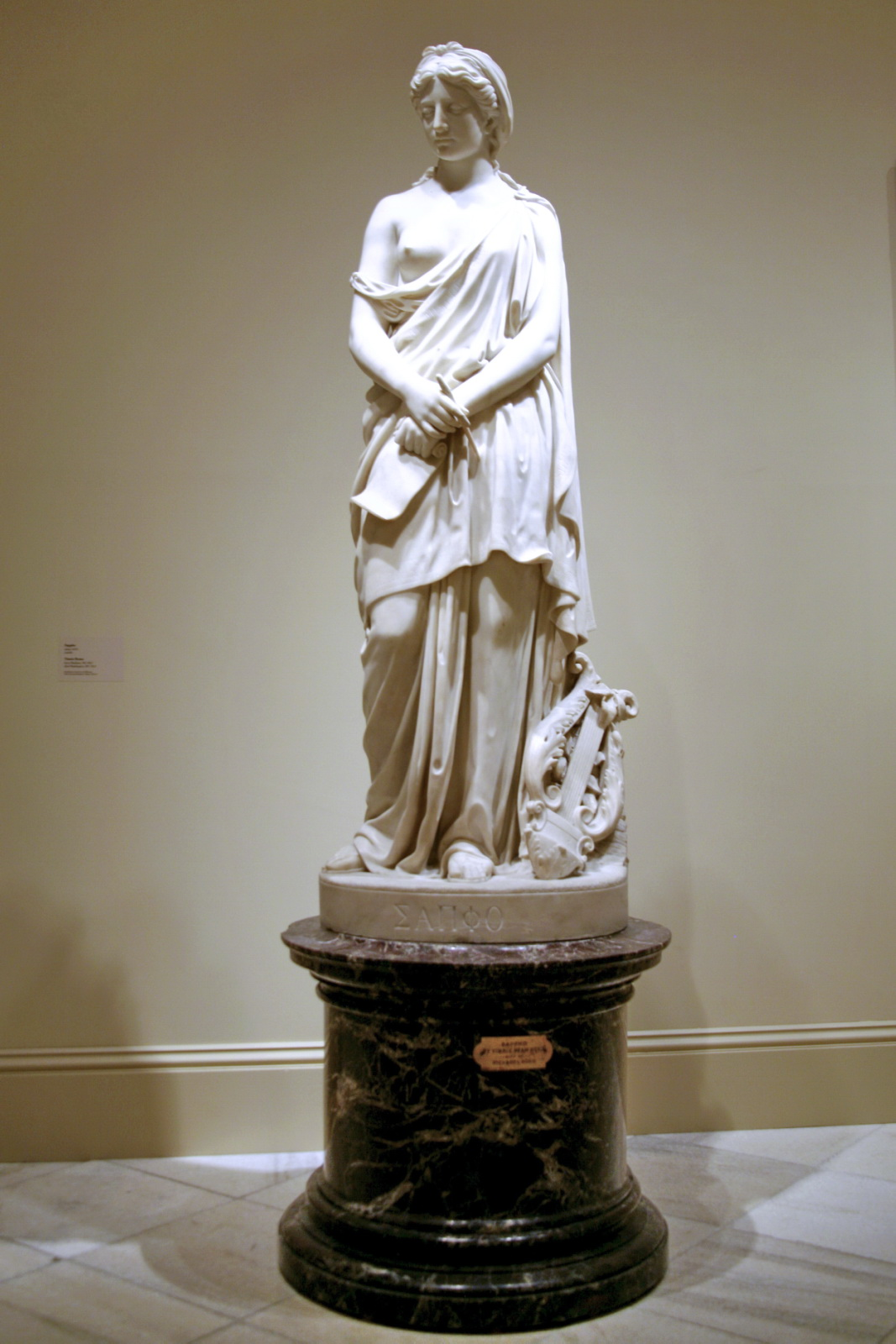
Szapphó
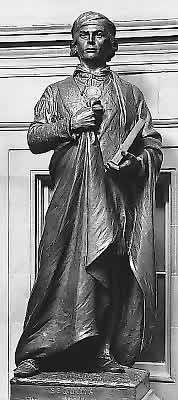
Sequoyah